# Blærenød-familien
Blærenød-familien (Staphyleaceae) er en familie med 3 slægter og ca. 45 arter, der forekommer på den nordlige halvkugle og i tropisk Amerika. Det er træagtige planter, som indeholder slimceller. Bladene er modsatte og uligefinnede. Blomsterne er samlet i endestillede stande, hvor de enkelte blomster har kronbladlignende bægerblade. Frugten er et tørt, oppustet bær med flere kerner.
| Slægter |

- Euscaphis
- Blærenød (Staphylea)
- Turpinata